# Konservativer Landesverein in Sachsen
Der Konservative Landesverein in Sachsen war eine konservative politische Gruppierung im Königreich Sachsen und auch noch im Freistaat Sachsen während der Weimarer Republik. Er wurde 1875 gegründet und bestand bis Ende der 1920er Jahre. Er gehörte auf Reichsebene zur Deutschkonservativen Partei, bewahrte aber eine gewisse Autonomie von der preußisch dominierten Partei. Weitere Namensansetzungen sind Conservativer Landesverein für das Königreich Sachsen, Conservativer Landesverein im Königreich Sachsen, Konservativer Landesverein im Königreich Sachsen sowie Konservativer Landesverein.

## Geschichte
Ein Vorläufer des Konservativen Landesvereins war der bereits am 3. März 1849 auf Initiative des damaligen Präsidenten der Ersten Kammer Friedrich von Friesen gegründete Sächsische Verein, dem ausschließlich Adelige angehörten. Der 1875 gegründete Conservativer Landesverein für das Königreich Sachsen erhielt bis ca. 1880 vom Sächsischen Verein einen jährlichen Zuschuss von 3000 Mark.
Der Konservative Landesverein schloss sich 1878 der zwei Jahre zuvor in Preußen gegründeten Deutschkonservativen Partei als sächsischer Landesverband an. Im Gegenzug wurden ein bis zwei Vertreter des Landesvereins Mitglied im Elfer- bzw. Zwölfer-Ausschuss (engerer Parteivorstand), womit sie die reichsweite Politik der Deutschkonservativen mitbestimmten. Vor dem Ersten Weltkrieg waren diese Vertreter Paul Mehnert sowie der Dresdner Oberbürgermeister Otto Beutler. Der Konservative Landesverein für das Königreich Sachsen „war nicht nur eine der ältesten, sondern auch die bedeutendste Organisation der Konservativen außerhalb Preußens.“ Daneben gab es noch einen konservativen Verein für die Lausitz, der sich bewusst als unabhängig vom sächsischen Landesverein sah.

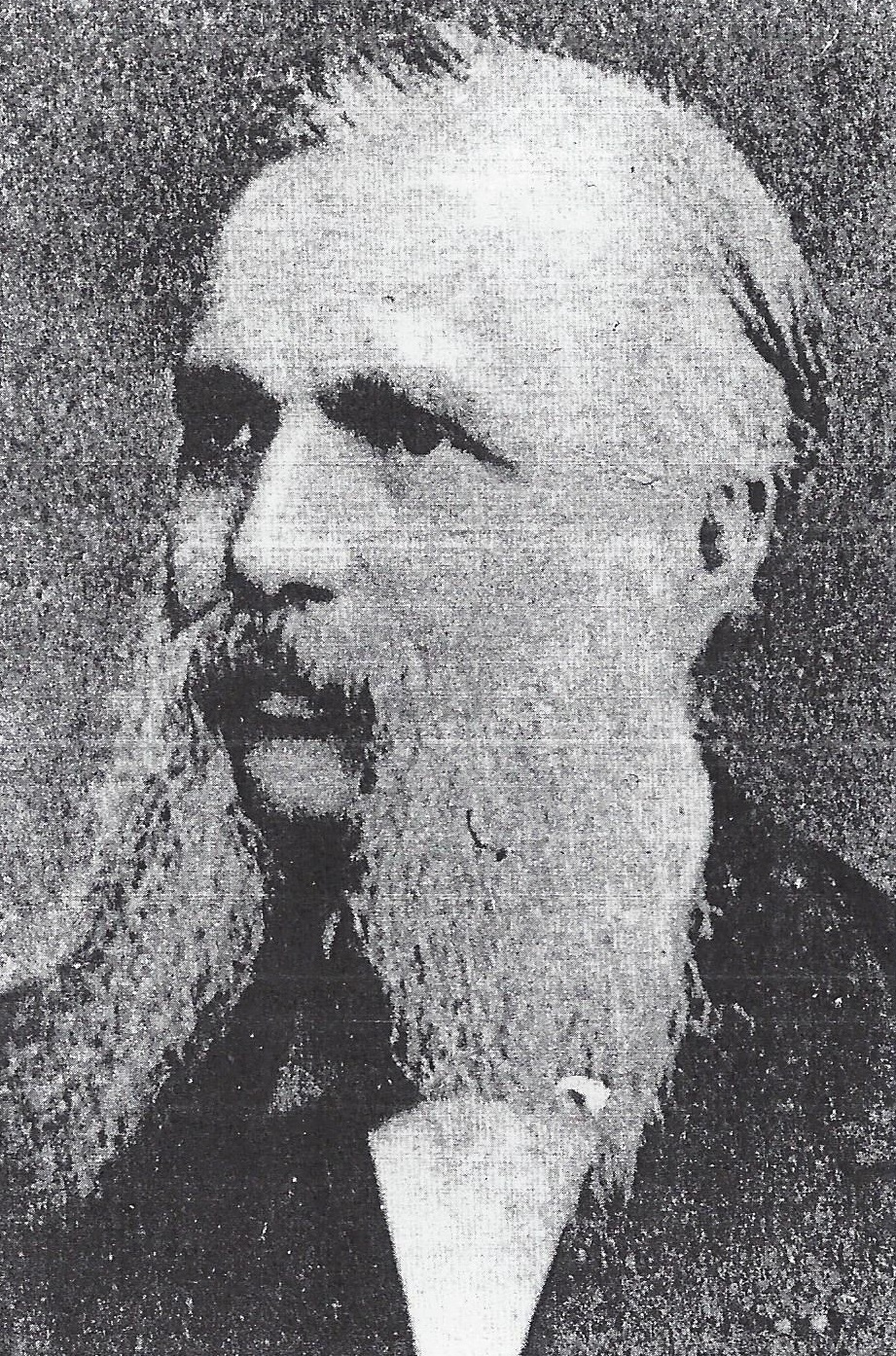
Karl Gustav Ackermann

Zahlreiche seiner Abgeordneten saßen während der Kaiserzeit, von 1877/78 bis 1917/18, in den sächsischen Parlamenten, insbesondere für die ländlichen Wahlkreise. Im Parlament 1907/09 beispielsweise vertraten sie 35 der 45 ländlichen Wahlkreise, hinzu kamen noch 11 Sitze der städtischen Wahlbezirke. Mit Ludwig Haberkorn (1877–90), Karl Gustav Ackermann (1891–98) und Paul Mehnert (1899–1909) stellte der Konservative Landesverein lange Zeit die Präsidenten der Zweiten Kammer. Mehrere führende Mitglieder des Landesvereins vertraten ihre Politik auch auf Reichsebene: So waren z. B. Karl Gustav Ackermann als Vertreter des Wahlkreises  	Dresden-Land links der Elbe und Dippoldiswalde (1877–1893), Heinrich von Friesen-Rötha als Abgeordneter von Meißen–Großenhain–Riesa (1887–1893) und Paul Mehnert für Döbeln–Nossen–Leisnig (1890–1893) Reichstagsabgeordnete in Berlin, wo sie in der deutsch-konservativen Fraktion saßen.
Nach Abschaffung des Dreiklassenwahlrechts in Sachsen fielen die Konservativen bei der Landtagswahl 1909 von 46 auf 28 Sitze in der Zweiten Kammer zurück. Das Präsidentenamt verloren sie an den Nationalliberalen Paul Vogel. Anschließend kooperierte der Landesverein mit der antisemitischen „Sächsischen Mittelstandsvereinigung“ unter Theodor Fritsch. Sächsische Konservative wie der Dresdner Oberbürgermeister Beutler beteiligten sich 1911 am Reichsdeutschen Mittelstandsverband. Im Jahr 1913 zählte der Landesverein ungefähr 20.000 Mitglieder. In der Schlussphase des Ersten Weltkriegs traten führende Mitglieder des Landesvereins, darunter der Vorsitzende Mehnert, der Deutschen Vaterlandspartei bei. Ein Großteil der Mitglieder beteiligte sich nach der Novemberrevolution 1918 an der Gründung der Deutschnationalen Volkspartei (DNVP). Diese stellte im ersten nachrevolutionären Parlament, der Sächsischen Volkskammer, 13 der 96 Sitze.
Im Nachlass von Heinrich von Friesen-Rötha, ab 1880 Vorsitzender des Landesvereins, findet sich zum Landesverein ein großer Bestand an Archivalien. Von Friesen-Röthas Korrespondenz zum Verein beginnt 1875.

## Vorsitzende
- 1875–1880: Bernhard Strödel[9]
- 1880–1882: Rudolf Karl von Finck[9]

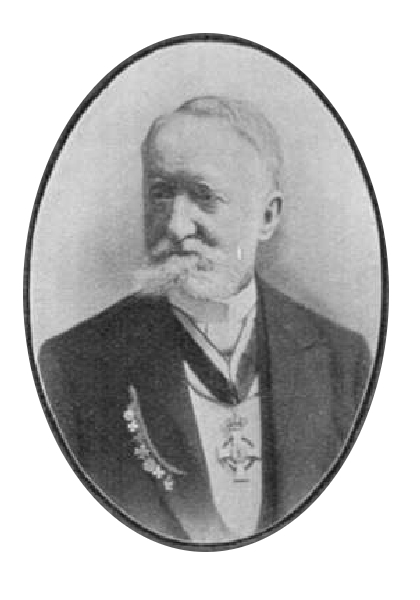
Heinrich von Friesen-Rötha

- 1882–1894: Heinrich von Friesen-Rötha[9]
- 1894: Karl Gustav Ackermann[10]
- 1894–1904: Friedrich Maximilian Schober[11]
- 1904–1905: …
- 1906: Richard Sachse[12]
- 1907–1909: Eduard Wagner[13]
- 1909–1922: Paul Mehnert[14]

## Schriften (Auswahl)
- Das Vaterland. Konservative Zeitschrift für das sächsische Volk. Organ für Mitteilungen des Konservativen Landesvereins und sämtlicher konservativen Lokal-Vereine.[15] (Parteizeitung)
- Die Konservativen im Kampfe gegen die Uebermacht des Judentums und für die Erhaltung des Mittelstandes. Hrsg. vom Konservativen Landesverein im Königreich Sachsen. Leipzig 1892.[16]